# Edward Frankland
Edward Frankland, född den 18 januari 1825, död den 9 augusti 1899, var en brittisk kemist.
Frankland blev 1851 professor i kemi vid Owens College i Manchester och var 1865–1885 professor vid Royal School of Mines i London. Han bidrog med flera viktiga upptäckter till den organiska kemin, exempelvis upptäckten av dimetylzink och dietylzink. År 1853 publicerade han ett arbete över lysgasen och inkluderade där en berättelse över sina epokgörande undersökningar över tryckets inflytande på lågors lyskraft. Han var 1868 regeringskommissarie vid undersökningen av flodernas föroreningar samt lämnade viktiga bidrag till vattnets kemi och teknologi. År 1881 besökte han Stockholm för att meddela upplysningar i fråga om vattenledningsverkets utvidgande.
Frankland blev 1853 ledamot av Royal Society och 1885 ledamot av Vetenskapssocieteten i Uppsala. Han författade bland annat Researches on the isolation of the radicals of organic compounds (1853), Influence of atmospheric pressure on the light of gas, candle, and other flames (1853) och Composition and quality of water used for drinking and other purposes.
Frankland tilldelades Royal Medal 1857 och Copleymedaljen 1894.
Hans son Percy Faraday Frankland (1858–1946), från 1900 professor i kemi vid universitetet i Birmingham, skaffade sig ett namn som bakteriolog.